# Zivert
Юлия Дмитриевна Зиверт, позната само като Zivert, е известна руска поп певица.
Тя става популярна през 2017 г. с песните „Чак“ и „Анестезия“. Придобива по широка популярност в Европа и в света в края на 2018 г., след излизането на песента „Life“, която за кратко време се превръща в хит. В България песента Life се задържа дълго време на челните позиции в класациите и се превръща в 10-а най-излъчвана песен в страната за 2019 година.

## Биография
Родена е на 28 ноември 1990 г. в Москва. Според самата Юлия още от детството „тя е организирала концерти за семейството и“. Тя разбира че иска да се занимава професионално с пеене, чак когато израства. Преди това опитва много различни професии.
„След училище отидох да уча, но поради някои обстоятелства трябваше да напусна училище и да отида да изкарвам пари. Избрах професията на стюардесата, защото доходите са много по-високи, самата работа е много разнообразна, постоянна комуникация с различни хора, а работата в офиса не ми хареса. Също така на избора ми повлияха родителите ми, които през цялото ми детство ме водеха в командировки, пътувания, екскурзии и свикнах със самолети от ранна детска възраст.“
„По принцип отидох там с разбирането, че тази работа не е завинаги. В един момент полетите започнаха да ми бъдат трудни и пътуванията престанаха да ми доставят радост. Когато от година на година посещавате едни и същи страни, започва да става скучно. Също така започнах да усещам, че нямам абсолютно никакъв земен живот, че съществувам отделно от него, от моите приятели и роднини и чувството за самота започна да ме обхваща.В един момент душата ми искаше творчески импулс, защото всеки ден си със зализана прическа, с безцветен лак за нокти и в една и съща форма. Душата поиска да имам татуировки, да се боядисам в малинов цвят, да си поставя пръстен в носа. Когато напуснах работа, почувствах лекота, творчески полет.“
Дебютната песен, озаглавена „Чак“, е представена в канала и в YouTube на 1 април 2017 г.. На 17 юни там се състои премиерата на клип към песента. Втората песен „Анестезия“ е публикувана на 15 септември. На 17 януари 2018 г. е качено видео за тази песен.
Клипът „Анестезия“ е втората работа на певицата. След комичния клип-пародия на песента „Чак“, където артистът се появи в образа на „Съседско момиче-мъжкарана“, Zivert разкрива на обществеността по-женствените и страстни страни на своята природа. За да създаде образа на космическо момиче, Zivert беше вдъхновена от един от най-поразителните герои в комиксите „Хората X“ – Буря.
През 2017 г. тя се присъединява към популярния руски лейбъл – „Первое музыкальное“. Записва песента „Ветер перемен“ (музика: Максим Дунаевский, текст: Наум Олев, издател: Первое музыкальное издательство) за телевизионния сериал „Чернобил 2. Зона на карантина“ (премиера: 10 ноември – 1 декември 2017 година, „ТВ-3“). На 6 април 2018 година пуска първия си мини албум, наречен „Сияй“. В него влизат 4 песни: „Ещё хочу“, „Зелёные волны“, „Сияй“ и „Океан“.
„Всичките песни са наситени с атмосферата от времето на края на 80-те и началото на 90-те години. Аз винаги съм изпитвала страст към стилът на това време. Така че „Сияй“ е чиста реколта. И, разбира се, всяка песен има своето фино настроение и състояние.“
На 5 юни 2018 г. в YouTube е представен видеоклип към песента „Ещё хочу“.
На 24 октомври 2018 г. в YouTube е публикувано видео за песента „Зелёные волны“, направен в стила на 80-те години.
На 2 март 2019 г. в YouTube е представен видеоклип към песента „Life“, като дотогава вече три месеца и половина той е популяризиран на различни цифрови платформи. Клипът е заснет в Хонконг.
След ретро клипа към песента „Зелёные волны“, Zivert представя коренно различен стил на видео към песента Life.
„Life“ е моето състояние... състояние на размишление в самота, затова просто искам да вляза в огромен, кипящ, блестящ с милиони светлини, непознат метрополис и просто да се изгубя в него... да бъда само самотен минувач, външен наблюдател сред съдбите на голям град... и в същото време да бъда част от тях. потапям се дълбоко в себе си и се разтварям във фрагментите от случващото се... Блуждая из този странен град с дни...“, – така коментира певицата новото си творение в своя Instagram профил.
На 27 септември 2019 г. издава дебютния си албум Vinyl #1. Парчето Life става най-търсеният сингъл в Shazam за 2019 г., а също така влиза в първите редици на най-популярните песни за 2019 г. според Yandex-Музика и второ място в класацията на най-слушаните песни в Русия според Apple Music.

## Дискография

### Студийни албуми
- 2018 – „Сияй“
- 2019 – „Vinyl #1“
- 2021 – „Vinyl #2“
- 2023 – „В мире весёлых“

### Сингли
- „Чак“ (2017)
- „Анестезия“ (2017)
- „Анестезия“ (Slider&Magnit Remix) (2017)
- „Ветер перемен“ (2017)
- „Ещё хочу“ (2018)
- „Ещё хочу“ (Black Station Remix) (2018)
- „Зелёные волны“ (2018)
- „Life“ (2018)
- „Life“ (с Филип Киркоров) (2018)
- „Можно всё“ (2018)
- „Сияй“ (2018)
- „Океан“ (2018)
- „Техно“ (2 Ляма, feat.Zivert) (2018)
- „Безболезненно“ (2019)
- „Двусмысленно“ (с М'Dee) (2019)
- „Fly“ (2019)
- „Бродяга-дождь“ (2019)
- „Шарик“ (2019)
- „Паруса“ (с Мотом) (2019)
- „Паруса“ (с Мотом) (Alex Shik&Slaving Radio Edit) (2019)
- „Crazy“ (2019)
- „Beverly Hills“ (2019)
- „Life“ (Lavrushkin & Mephisto Remix) (2019)
- „Life“ (Black Station Remix) (2019)
- „Life“ (Marat Leon Remix) (2019)
- „Life“ (Kapral Radio Remix) (2019)
- „Life“ (7sky Project&Andrey Butuzov Remix) (2019)
- „Life“ (Vadim Adamov&Hardphol Remix) (2019)
- „Life“ (Ohne Ere Remix) (2019)
- „Life“ (Shnaps&Jay Filler Remix) (2019)
- „Life“ (Nerus Deep Remix) (2019)
- „Зелёные волны“ (DJ Amor Remix) (2019)
- „Зелёные волны“ (DJ Nejtrino&DJ Baur Remix) (2019)
- „Зелёные волны“ (EL PRO&TEXAS Remix) (2019)
- „Зелёные волны“ (Shnaps&Kolya Funk Remix) (2019)
- „Шарик“ (Shnaps&Jay Filler Remix) (2019)
- „Шарик“ (Lavrushkin&Max Roven Remix) (2019)
- „Шарик“ (Nejtrino&Baur Remix) (2019)
- „Солнце“ (Slem, feat.Zivert) (2019)
- „Credo“ (2019)
- „ЯТЛ“ (2020)
- „Fly 2“ (с Нилето) (2020)
- „неболей“ (с Баста) (2020)
- „Многоточия“ (2020)
- Bestseller (с Макс Барских) (2021)

## Награди
| Година | Награда                                       | Номиниран             | Категория                | Резултат  |
| ------ | --------------------------------------------- | --------------------- | ------------------------ | --------- |
| 2019   | Награда на Муз ТВ                             | Zivert                | Най-добър албум          | номинация |
| 2019   | Награда на Муз ТВ                             | Zivert                | Пробив на годината       | победа    |
| 2019   | Награда на RU TV                              | Zivert                | Мощен старт              | победа    |
| 2019   | Награда на RU TV                              | Zivert                | Изборът на Космополитън  | победа    |
| 2019   | Руска национална музикална награда „Виктория“ | Песента Life          | Най-добър поп изпълнител | победа    |
| 2019   | Руска национална музикална награда „Виктория“ | Zivert                | Откритие на годината     | победа    |
| 2019   | Руска национална музикална награда „Виктория“ | Песента Life          | Песен на годината        | победа    |
| 2019   | Руска национална музикална награда „Виктория“ | Песента Beverly Hills | Танцов хит на годината   | номинация |
| 2020   | Награди на Ново радио                         | Zivert                | Най-добър изпълнител     | победа    |
| 2020   | Награди на Ново радио                         | Zivert                | Пробив на годината       | победа    |
| 2020   | Награди на Ново радио                         | Песента Life          | Песен на годината        | победа    |